# 수단 난민 위기 (2023년~현재)
수단 난민 위기는 2023년 4월 중순 수단 내전이 발발한 이후 수단에서 진행되고 있는 난민 위기를 가리킨다. 2024년 말까지 약 410만 명이 국외로 피난했고, 약 1600만 명이 수단 내에서 국내 실향민이 되었다. 이 수치에는 최소 7만 5천 명의 이주 귀환자와 기타 제3국 국민이 포함되어 있으며, 이로 인해 수단의 난민 및 실향민 위기는 아프리카 역사상 가장 큰 규모가 되었다.
이 민간인들의 대다수는 이웃 나라인 차드로 들어갔으며, 유엔은 이들 대부분이 다르푸르와 하르툼에서 왔다고 보고했지만, 수천 명은 다른 나라로 이동했다. 2024년 5월까지 유엔은 남수단에 최소 67만 5천 명, 이집트에 50만~55만 명, 에티오피아에 7만 5천 명, 중앙아프리카 공화국에 3만 명, 차드에 60만 명, 리비아에 3천 5백 명의 난민이 있다고 보고했다. 폭력 사태 증가와 수단 인구의 절반 이상에 해당하는 2천 5백만 명에게 영향을 미친 인도주의적 위기로 인해 약 1,160만 명이 전국적으로 고립되거나 실향민이 된 것으로 알려졌다.

## 배경
2023년 4월 15일, 신속지원군은 수도 하르툼을 포함한 전국 수단군 기지에 기습 공격을 가했다. 신속지원군은 하르툼 국제공항, 메로웨 공항, 엘오베이드 공항은 물론 소바의 한 기지를 점령했다고 주장했다. 신속지원군과 수단군 사이의 충돌은 대통령궁과 알부르한 장군의 거주지에서 발생했으며, 양측 모두 이 두 지역에 대한 통제권을 주장했다. 이에 대응하여 수단군은 국내 모든 공항의 폐쇄를 발표했고, 수단 공군은 하르툼의 신속지원군 진지에 공습을 감행했으며, 도시 곳곳에서 포격 소리가 들렸다. 다음 몇 주 동안 전투는 계속되었고, 2000년대 내부 분쟁과 다르푸르 학살에서 회복 중이던 다르푸르 지역과 남수단 분리주의 단체의 잔여 병력이 수단군 또는 신속지원군과 합류한 쿠르두판 지역으로 확산되었다.

### 수단 내전 이전의 난민 (2023년~현재)
분쟁 이전에 수천 명의 난민이 구 내전이나 다르푸르 전쟁 중에 수단을 떠났고, 최소 40만 명의 수단인이 차드 국경을 넘어갔으며, 남수단과 이집트 등 이웃 국가에도 수십만 명이 더 유입되었다.

## 난민 이동

### 국내 실향민
유엔은 12월 23일 수단의 전투로 인해 560만 명의 국내 실향민이 발생했다고 밝혔다. 이들 중 170만 명은 하르툼에서만 피난하거나 실향민이 된 것으로 보고되었다. 이들 중 일부는 도로에서 도로 봉쇄와 강도와 같은 어려움을 겪었다. 노르웨이 난민 위원회는 하르툼에서 남동쪽으로 엘-가다리프로 피난한 난민이 약 300명이라고 밝혔다. 하르툼에서 온 3천 명의 난민은 이미 2만 8천 명의 에티오피아 난민을 수용하고 있는 동부 수단의 투나이바 난민 수용소로 피난했고, 최소 2만 명은 와드마다니로 피난했다. 남수단과 접경한 백나일주로 최대 26만 명이 피난했다. 남다르푸르주의 주도인 니알라 전역에서 최대 3만 7천 명이 실향민이 된 것으로 추정되었다. 국제이주기구(IOM)는 수단 18개 주 전체에서 실향민이 발생했으며, 대부분의 난민이 하르툼에서 왔고 이는 전체 실향민의 약 69%를 차지했으며, 서다르푸르주가 17% 이상으로 그 뒤를 이었다.
수단군과 반군인 수단 인민해방운동-북부 (알-힐루 파벌) 간의 전투가 6월에 청나일주에서 발발했을 때 3만 2천 명 이상이 국내 실향민이 되었고, 남 쿠르두판에서는 8만 3천 명이 실향민이 되었다.

### 국가별 현황

#### 차드
4월 15일, 차드는 수단과의 국경이 폐쇄된 후 수천 명의 난민이 국경을 넘어오고 있다고 보고했다. 다음 날 유엔은 주로 다르푸르에서 대규모 난민 유입이 발생하여 4월 19일까지 2만 명에 달했고, 5월 말에는 9만 명 이상으로, 6월에는 11만 5천 명으로, 7월에는 23만 9천 명으로 증가했다고 발표했다. 유엔은 나중에 난민들이 음식과 쉼터와 같은 기본적인 필요를 충족하지 못하고 있다고 발표했다. 보고서에 따르면 이들 중 대부분은 여성과 어린이였다. 이들 중 16만 명 이상은 신속지원군과 동맹 민병대의 인종 기반 공격을 피해 달아난 마살리트족이었다. 8월까지 난민 수는 41만 4천 명 이상에 달하여, 분쟁 난민을 가장 많이 수용하는 단일 국가가 되었다.

#### 수단
2025년 6월 5일, 자유 함대는 이스라엘-하마스 분쟁 기간 중 가자로 인도주의적 지원을 운반하던 전단 (군사)으로, 리비아 근처에서 4명의 수단 내전 난민을 딩기에서 구조했다. 구조 당시 전단에는 그레타 툰베리, 아일랜드 배우 리엄 커닝햄, 프랑스 유럽 의회 의원 리마 하산을 포함한 여러 저명한 인사들이 가자 지구로 향하고 있었다.

#### 남수단
2023년 4월 24일, 남수단의 렌크 카운티는 수천 명의 난민이 피난처를 찾고 있다고 보고했다. 당국은 난민 수가 최소 1만 명에 달하며, 이들 중 4분의 3은 이전에 내부 분쟁을 피해 북쪽으로 피난했던 남수단인이고, 나머지는 수단 및 기타 아프리카 국적자들로 구성되어 있다고 추정했다. 난민들은 주로 여성과 어린이였으며, 여러 기본적인 필요가 부족했다. 당국은 난민에 남수단인, 수단인, 우간다인, 케냐인, 에리트레아인, 소말리인 국적자들이 포함되어 있다고 보고했다. 6월까지 난민 수는 11만 5천 명 이상으로 증가했고, 9월까지는 25만 9천 명 이상으로 늘었다.

#### 이집트
2023년 4월 23일, 수백 명의 민간인이 버스를 타고 이집트 국경에 도착한 것으로 보고되었으며, 대부분은 다시 전쟁으로 황폐해진 도시에서 피난 온 여성과 어린이였다. 이들에게 망명이 허용되었고 이집트는 민간인들에게 와디할파 국경 검문소 또는 포트수단으로 가서 대피하거나 안전을 확보할 것을 촉구했다. 이집트는 수단에서 42,300명이 입국했으며, 이 중 4만 명은 수단인이라고 밝혔다. 5월 9일까지 이 숫자는 6만 4천 명으로 증가했다. 적십자가 운영하는 두 개의 캠프가 난민에게 원조를 제공하기 위해 설치되었다. 8월까지 유엔은 이집트의 총 난민 수를 28만 5천 명으로 추정했다. 6월 10일 모든 수단 시민에게 비자 요건이 부과된 후, 1만 2천 가구가 와디할파 국경 검문소에 발이 묶여 이집트 영사관에서 비자 처리를 기다리고 있었다. 분쟁 19개월 만에 이집트는 120만 명 이상의 수단 난민을 수용했다.

#### 기타 국가
7만 5천 명 이상이 에티오피아로 피난했으며, 여기에는 1,400명의 튀르키예 국적자가 포함된다. 6월에 수단군과 수단 인민해방운동-북부 (알-힐루) 간의 전투가 발발하자 3천 명의 난민이 유입되기 시작했고, 9월에는 2만 5천 명이 수단 국경 쪽에 고립되었다. 약 1만 7천 명이 중앙아프리카 공화국으로 피난했으며, 최소 3천 5백 명은 리비아로 피난했다. 약 3천 명이 지부티로 대피했다.

## 논란
수단에 주재하는 외교 사절단은 대피 노력 중 폐쇄된 대사관에 여권이 남아 있어 출국을 막힌 수단 비자 신청자들을 돕는 데 느린 대응을 보인다는 비판을 받았다. 2024년 말에 발표된 최신 보고서에 따르면, 수단 내 3,040만 명이 인도주의적 지원을 필요로 한다.
2023년 5월 7일, 가디언은 수백 명의 에리트레아 난민이 에리트레아-수단 국경 근처 캠프에서 끌려갔다고 보도했다. 여러 에리트레아 민간인들은 에리트레아군이 강제로 민간인들을 본국으로 데려갔다고 말했다. 구금된 사람들 중 일부는 아페웨르키 정권과 국가군의 강제 징집을 피해 피난 온 정치 난민으로 알려졌다. 95명이 심한 처벌을 앞두고 투옥되었으며, 이 중 8명은 여성이었다.
티그라이 전쟁의 난민으로 수단으로 피난했던 에티오피아인들은 때때로 도착 후 다시 인신매매범들의 피해자가 되기도 했다. 많은 난민들이 납치, 정기적인 고문, 리비아의 창고로 이송되어 열악한 생활 조건으로 사망했다고 증언했다. 이 상황은 수단 자체도 2023년에 폭력 사태에 휘말린 후 더욱 악화되어, 이들이 납치될 위험이 더욱 커졌다.

## 같이 보기
- 2023년 수단 분쟁
- 하르툼 전투 (2023년)
- 제네이나 전투 (2023년)
- 2023년 수단 전쟁 중 외국인 대피
- 카베리 작전